# Transkrypcja (muzyka)

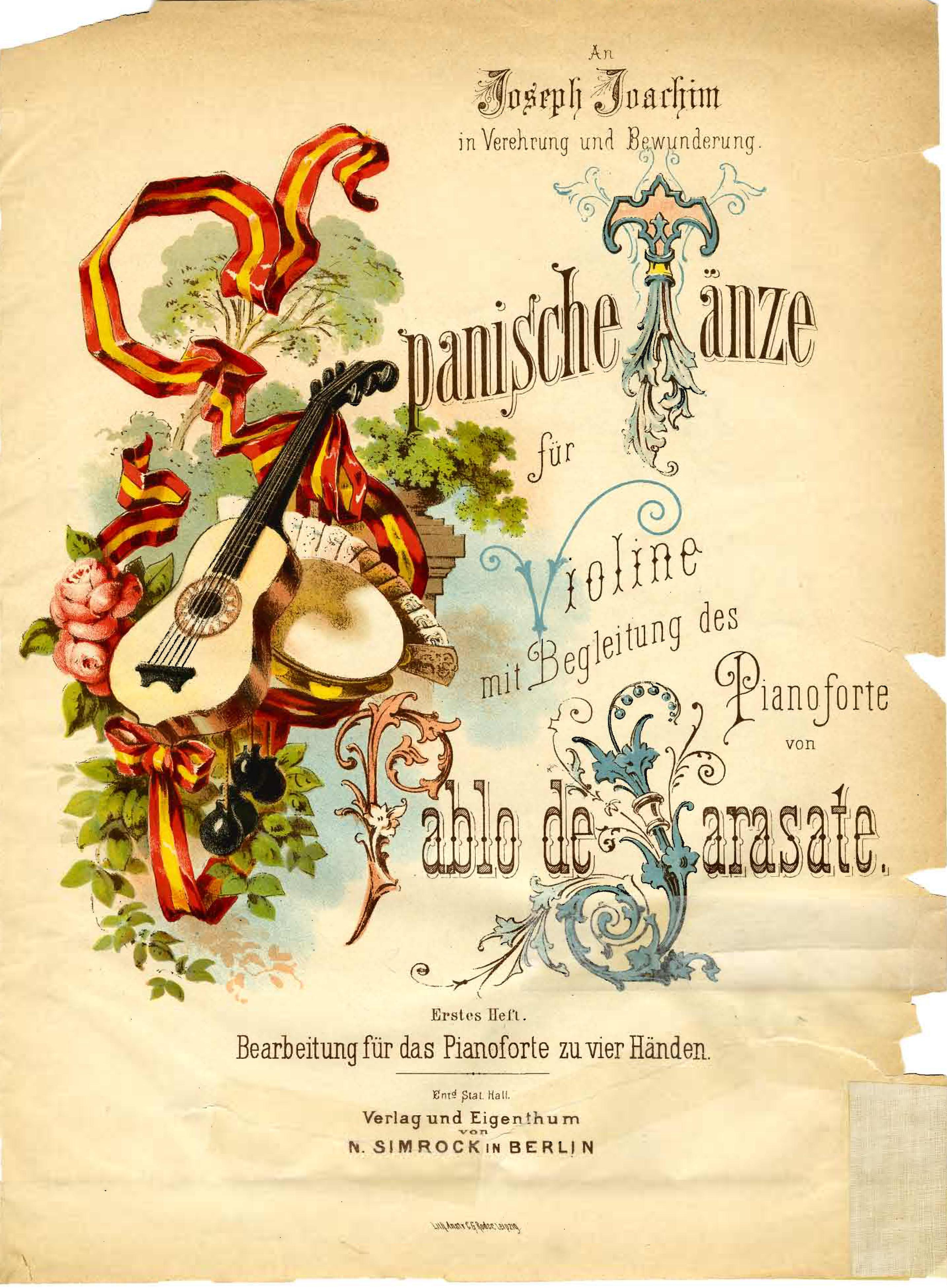
Okładka wydania transkrypcji kompozycji Pabla Sarasatego na fortepian

Transkrypcja (łac. transcriptio – „przepisywanie”) – opracowanie kompozycji na inny instrument, głos lub zespół niż przewidziano to pierwotnie.

## Rodzaje transkrypcji
(na podstawie materiału źródłowego)

### Transkrypcja redukująca brzmienie
Zredukowaniu utworu skomponowanego na wiele instrumentów (orkiestrę, zespół kameralny) do postaci umożliwiającej wykonanie go na instrumencie solowym (np. wyciąg fortepianowy). Przykładem mogą być koncerty Antonia Vivaldiego w opracowaniu Jana Sebastiana Bacha.

### Transkrypcja wzbogacająca brzmienie
Rozpisanie utworu skomponowanego na instrument solowy (np. fortepian) na partyturę przeznaczoną do wykonania przez orkiestrę. Na przykład Obrazki z wystawy Modesta Musorgskiego w orkiestrowej wersji Maurice’a Ravela. Także nowa instrumentacja kompozycji wykonywanej z udziałem orkiestry; na przykład transkrypcje dzieł Georga Friedricha Händla dokonane przez Wolfganga Amadeusza Mozarta.

### Transkrypcja solistyczna
Opracowanie utworu skomponowanego na instrument solistyczny na inny instrument solo. Na przykład utwory organowe J.S. Bacha w transkrypcji Ferruccia Busoniego na fortepian.